# Centro de Entrenamiento de Tropas Especiales
El Centro de Entrenamiento de Tropas Especiales (CETE) (en árabe argelino: مركز تدريب القوات الخاصة) es una academia militar especializada de las Fuerzas Terrestres de Argelia.

## Historia
El Centro de Entrenamiento de Tropas Especiales (CETE), está ubicado en la ciudad de Biskra, a 405 km al sureste de Argel. Originalmente, el CETE se creó bajo la supervisión de la Escuela Superior de Tropas Especiales (ESTE), sin embargo, el centro se volvió completamente autónomo a partir de enero de 1994. El ESTS se encarga de formar a los oficiales y suboficiales, mientras que el CETE se encarga de formar a los soldados y paracaidistas del ejército argelino. En los alrededores de la base, se encuentra el primer regimiento de helicópteros de combate, el 32.º escuadrón de transporte de la Fuerza Aérea de Argelia y el 12.º regimiento de comandos paracaidistas.

## Certificados
El CETE ofrece cursos de formación para obtener los siguientes certificados: 
- El certificado militar profesional de primer grado para cabos.
- El certificado militar profesional para soldados.

## Duración del curso
La duración del curso es de seis meses y se divide en dos fases: 
- Primera fase: Formación básica de dos meses de duración.
- Segunda fase: Un curso de formación especializada de cuatro meses.

El curso está dedicado a desarrollar las aptitudes que capacitan al soldado para realizar los actos más elementales de su especialidad. La escuela forma a los futuros soldados, cabos y comandos paracaidistas del ejército argelino.

## Instalaciones
La academia cuenta con las siguientes instalaciones: 
- Aulas equipadas con medios pedagógicos.
- Material educativo e instrucción en el manejo de varios tipos de rifles, granadas y municiones.
- Cursos de combate.
- Carrera con obstáculos.
- Instalaciones polideportivas.
- Réplica de un avión para llevar a cabo el entrenamiento de paracaidismo.
- Campo de ejercicios para el entrenamiento práctico de combate.
- Campo de tiro al blanco.
- Medios de transporte y vehículos.
- Simulador de salto en paracaídas.